# 上機嫌
『上機嫌』（じょうきげん）は、永井真理子1枚目のアルバム。

## 概要
デビュー曲「Oh, ムーンライト」を含む全10曲を収録。

## 収録曲
| 全編曲: 根岸貴幸。 |                            |                  |              |       |
| #                  | タイトル                   | 作詞             | 作曲         | 時間  |
| 1.                 | 「ときめくハートビート」   | 前田克樹・亜伊林 | 前田克樹     | 3:01  |
| 2.                 | 「One Step Closer」        | 前田克樹         | 前田克樹     | 4:19  |
| 3.                 | 「Oh, ムーンライト」       | 亜伊林           | 谷口守       | 3:56  |
| 4.                 | 「Donnani」                | 前田克樹・亜伊林 | 前田克樹     | 4:32  |
| 5.                 | 「心が風邪をひいた」       | 亜伊林           | 前田克樹     | 3:17  |
| 6.                 | 「Slow Down Kiss」         | 只野菜摘         | 谷口守       | 3:23  |
| 7.                 | 「Higher In The Sky」      | 浅田有理         | 根岸貴幸     | 4:27  |
| 8.                 | 「ミッドナイト・ウイルス」 | 亜伊林           | 馬場孝幸     | 2:59  |
| 9.                 | 「Good Luckが目にしみる」  | 亜伊林           | 井上ヨシマサ | 3:37  |
| 10.                | 「夕闇にまぎれて」         | 亜伊林           | 井上ヨシマサ | 5:50  |
| 合計時間:          | 合計時間:                  | 合計時間:        | 合計時間:    | 39:21 |

### 解説
1. ときめくハートビート
「Oh,ムーンライト」のB面曲
2. One Step Closer
1987年10月24日公開の劇場アニメ映画『勝利投手』（東映、原作：梅田香子）主題歌に起用[1][2]
3. Oh, ムーンライト
デビュー・シングル
4. Donnani
5. 心が風邪をひいた
6. Slow Down Kiss
7. Higher In The Sky
8. ミッドナイト・ウイルス
9. Good Luckが目にしみる
10. 夕闇にまぎれて